# Julia Butschkow
Julia Butschkow (født 21. december 1978) er en dansk forfatter, dramatiker og digter, uddannet fra Forfatterskolen 2001. Julia Butschkow debuterede i 1997 med digtsamlingen Lykkekomplex. Hun udsendte i 1999 kortprosabogen Så simpelt og i 2004 romanen Lunatia. I 2005 blev Julia Butschkow tildelt Statens Kunstfonds tre-årige arbejdsstipendium. I 2009 fik Julia Butschkow sit gennembrud med romanen Apropos Opa, som blev nomineret til DR´s Romanpris. I 2011 udgav hun Der er ingen bjerge i Danmark. Hun har desuden skrevet skuespillet Sidespor, der blev opført i København og i Malmö. Senest har hun i udgivet kollektivromanen Aber dabei (22. marts 2013).
I forbindelse med udstillingen "Europæisk kunst 1300-1800" har Julia Butschkow skrevet en fortælling for Statens Museum for Kunst, der udfolder livet ved det franske hof med intriger og fortrængninger, set fra den lille prins Ludvig d. 14.s synsvinkel.

## Priser og hædersbevisninger
- Statens Kunstfonds tre-årige arbejdsstipendium 2005
- Direktør J.P. Lunds og hustru Vilhelmine Bugges legat 2005
- Hæderslegat fra Rosinante & Co 2007